# 学校法人紅陵学院
学校法人紅陵学院（がっこうほうじんこうりょうがくいん）は千葉県木更津市に学校を設置する学校法人。学校法人拓殖大学と系属関係にある。

## 設置校
- 拓殖大学紅陵高等学校
- 志学館中等部・高等部